# Ivančicko-kralická bratrská tiskárna

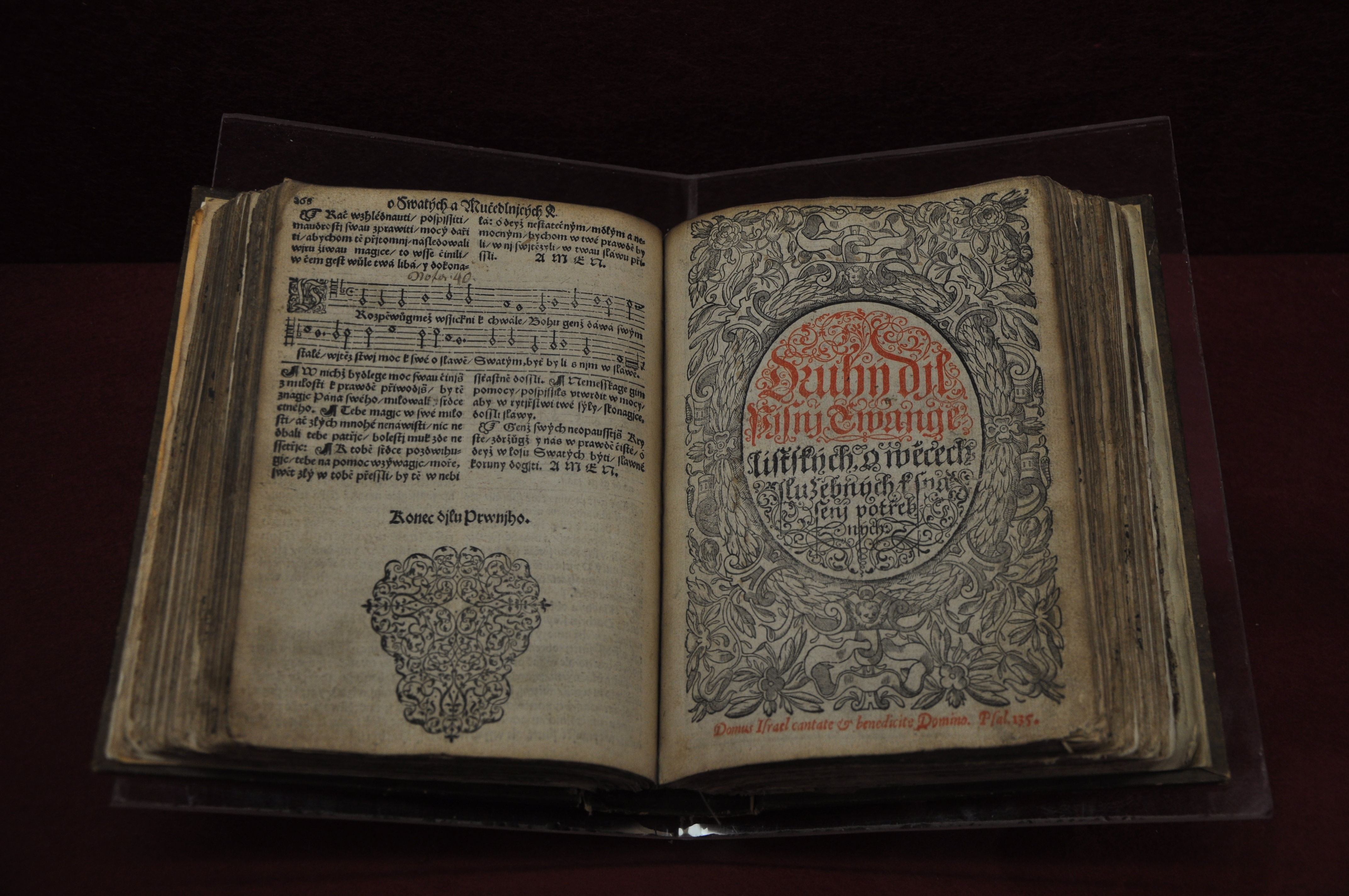
Písně duchovní evangelistské, vytištěné v roce 1598 v kralické tiskárně

Ivančicko-kralická bratrská tiskárna byla tiskárna, založená v roce 1562 biskupem Janem Blahoslavem v moravských Ivančicích. V roce 1578 byla přestěhovaná do Kralic nad Oslavou. Byla podnikem Jednoty bratrské, která zde tiskla své vlastní spisy.

## Historie
Jednota bratrská šířila své spisy prostřednictvím knihtisku již od počátku 16. století. V prvních desetiletích využívala služeb tiskařů v Litomyšli (Pavla Olivetského z Olivetu, později Alexandra Oujezdeckého) a v Mladé Boleslavi a jejím okolí (Mikuláše Klaudyána a Oldřicha Velenského z Mnichova v Bělé pod Bezdězem). Mladoboleslavská tiskárna Jiříka Štyrsy a Jindřicha Šturma pracovala ve dvacátých a třicátých letech 16. století částečně v režii Jednoty, avšak podnik byl ztrátový a od dalších pokusů o vlastní tiskárnu Jednota dočasně upustila. Politické události v Čechách kolem poloviny 16. století, pronásledování Jednoty a částečný exil do Polska na čas její aktivity utlumily, avšak potřeba tisknout vlastní spisy přetrvávala.
Počátky bratrské tiskárny v Ivančicích jsou spojeny s příchodem Jana Blahoslava do tohoto města v roce 1558. Založení tiskárny, k němuž došlo v roce 1562, tvoří součást velkoryse pojatého rozvoje biskupského centra, které Blahoslav v Ivančicích realizoval. Podnik byl řízen kolektivně bratrskými seniory, za provoz tiskárny nesl odpovědnost místní biskupové. Těmi byli po Blahoslavovi Ondřej Štefan, Jan Eneáš, Jakub Narcis, Zachariáš Ariston, Jan Cruciger a Jiří Erastus. Tiskárna měla nepočetný personál a disponovala zřejmě pouze jedním lisem. Z tiskařů jsou známa jména Václava a Zachariáše Solína, Samuela Sylvestra a Václava Elama. Typografický materiál nutný pro zahájení provozu byl získán od Alexandra Oujezdeckého, ale i z dalších zdrojů, které se doposud nepodařilo identifikovat. V pozdějších letech si tiskárna vyráběl materiál sama. Činnost tiskárny doplňovala knihvazačská dílna, která bezprostředně po dokončení tisku opatřila část vydání méně nákladnou vazbou a podle zájmu zákazníků byla schopna vytvořit i náročnější slepotiskové a zlacené vazby. Podle dochovaných zpráv se těchto prací účastnili i tzv. mládenci, budoucí duchovní, kteří pobývali u správce ivančického, později kralického sboru.

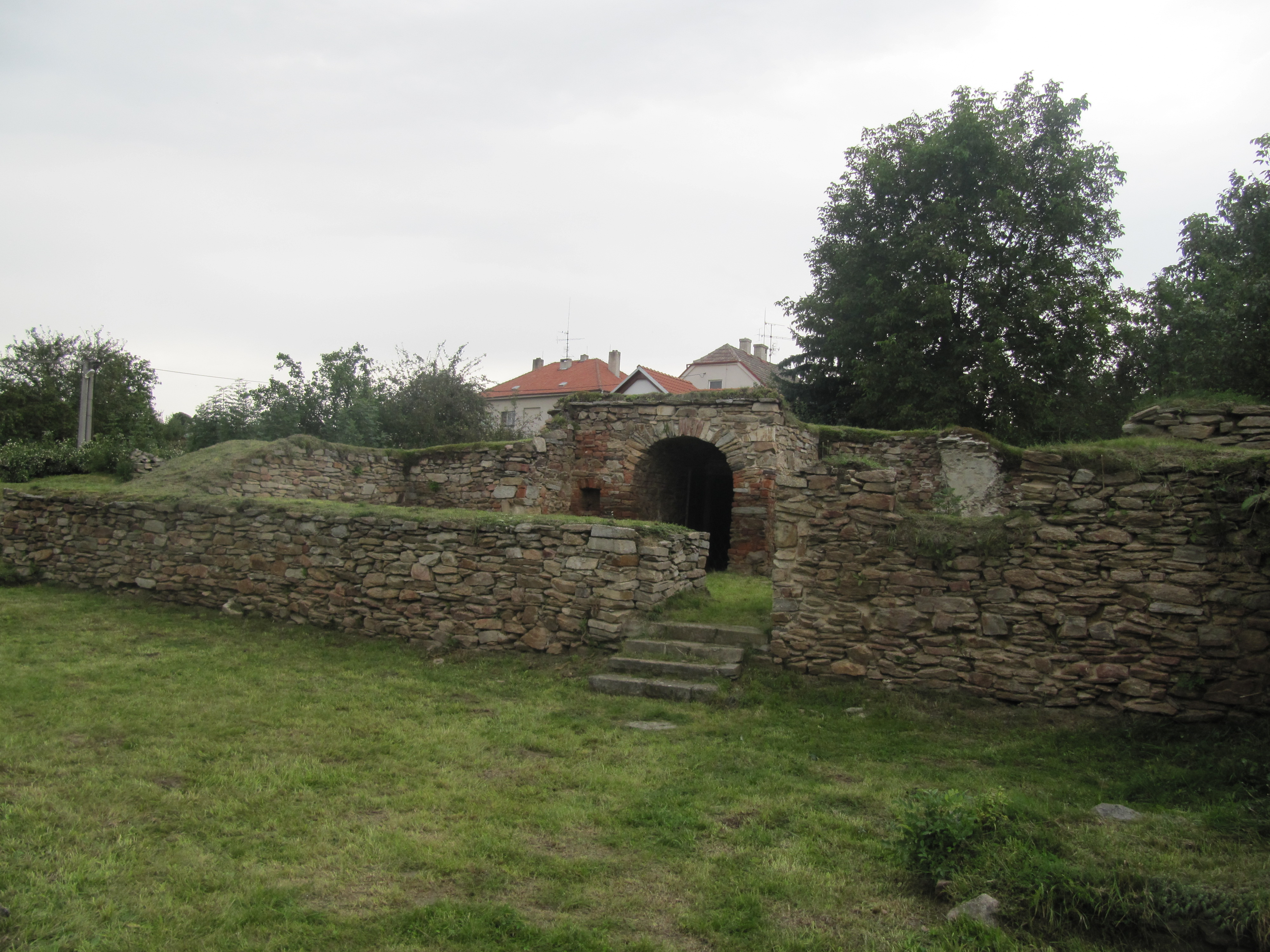
Pohled na odkryté pozůstatky kralické tvrze, v níž byla mezi lety 1578–1622 umístěna zdejší bratrská tiskárna

 V obecném povědomí je bratrská tiskárna považována za „tajnou“, nicméně tato charakteristika zcela neodpovídá realitě. Skryté údaje o tisku, které mají tuto teorii dokazovat, se objevují pouze ve dvou dílech vytištěných v Ivančicích, a to v druhém vydání Blahoslavova překladu Nového zákona z roku 1568 a v Blahoslavově Musice z roku 1569 (obsahují text in insula hortensi). Mnohem spíše lze toto údajně tajné označení chápat jako jeden z manýrů Blahoslava-humanisty. Na druhé straně je zřejmé, že tisky nebyly opatřovány úplnými impresy právě z toho důvodu, aby nevyvolávaly zbytečné konfrontace. Jednota bratrská stála mimo legální rámec utrakvisticko-katolického dvojvěří a její příliš sebevědomé vystupování mohlo mít za následek zásah panovnické moci. Existence tiskárny navíc po několika letech skutečně přilákala pozornost olomouckého biskupa. Situaci ztížilo vydání mandátu proti nekatolíkům na Moravě Rudolfem II. v roce 1577 a ačkoliv se ivančický pán Pertold z Lipé zavázal bratry chránit, vedení jednoty v roce 1578 rozhodlo tiskárnu přemístit do Kralic nad Oslavou. Na bezpečnějším panství Jana st. ze Žerotína (později Jana Diviše a Karla staršího ze Žerotína) v kralické renesanční tvrzi pracovala tiskárna nepřetržitě až do roku 1619, kdy její činnost přerušily válečné události.
Na přelomu let 1620–1621 byla tiskárna vypleněna císařským vojskem. Od roku 1622 bylo zařízení tiskárny uskladněno v Náměšti nad Oslavou na zámku Karla staršího ze Žerotína. Po vydání Obnoveného zřízení zemského byla v roce 1629 přestěhována do polského Lešna a přičleněna k bratrskému gymnáziu. Zde byla znovu uvedena do provozu a pod správou Jana Amose Komenského pracovala až do roku 1656.

## Produkce tiskárny
K nejznámějším tiskům z produkce ivančicko-kralické tiskárny patří Bible kralická, vytištěná v Kralicích poprvé mezi lety 1579–1594 (pozdější vydání jsou z roku 1596, 1601 a 1613). Velmi oblíbené byly i tisky kancionálů, které patří k typograficky nejvýznamnějším a nejvýpravnějším titulům a jsou oceňovány jako vrchol bratrského tiskařského umění. Na rozdíl od biblí byly vyzdobeny narativními dřevořezovými ilustracemi, představujícími hlavní biblické příběhy. Řada hudebních tisků, ale i titulů dalších žánrů, obsahuje celou škálou monogramů a osobních emblémů, z nichž se doposud podařilo identifikovat jen menší část. Skrývají se pod nimi autoři díla nebo jeho redaktoři, ale také tiskaři a navrhovatelé či realizátoři knižní výzdoby. Až na některé výjimky vydávala Jednota svá díla anonymně a představovala je jako kolektivní práci biskupů a kněží. To se týká zejména konfesí, přehledných souhrnů bratrského učení, vydávaných i latinsky a německy, liturgických příruček, katechismů a další teologické literatury.
Produkce bratrské tiskárny nebyla z kvantitativního hlediska nijak okázalá. V Ivančicích bylo vytištěno nejméně 17 publikací, v Kralicích více než 70 titulů. Výše nákladu se pochybovala převážně v řádech několika set exemplářů (u literatury určené pouze duchovním), počet jednoho tisíce exemplářů překračovaly pouze biblické tisky a některá další díla určená i do řad laiků. Ivančicko-kralická produkce se do dnešních dní nedochovala ve své úplnosti. O některých titulech víme jen prostřednictví jiné dobové literatury, některé z tisků jsou dochovány pouze v unikátech. Početně nejméně porušený soubor představují biblické tisky, které jsou dochovány v řádu desítek exemplářů z každého vydání, více než jedno sto položek čítá seznam dochovaných jednodílných biblí z roku 1613.
Ivančicko-kralické tisky bývaly dříve považovány za vrchol domácího knihtisku, avšak tyto úsudky vznikly na základě nerovnoměrného stavu poznání česko-moravské knižní kultury. Ačkoli řada tisků patří z typografického hlediska k pozoruhodným výkonům, za všechny zde lze uvést např. Ivančický kancionál z roku 1564, jejich velkoryse pojatá dekorace pouze následuje západoevropské vzory, zejména díla raného německého manýrismu.

## 20. století

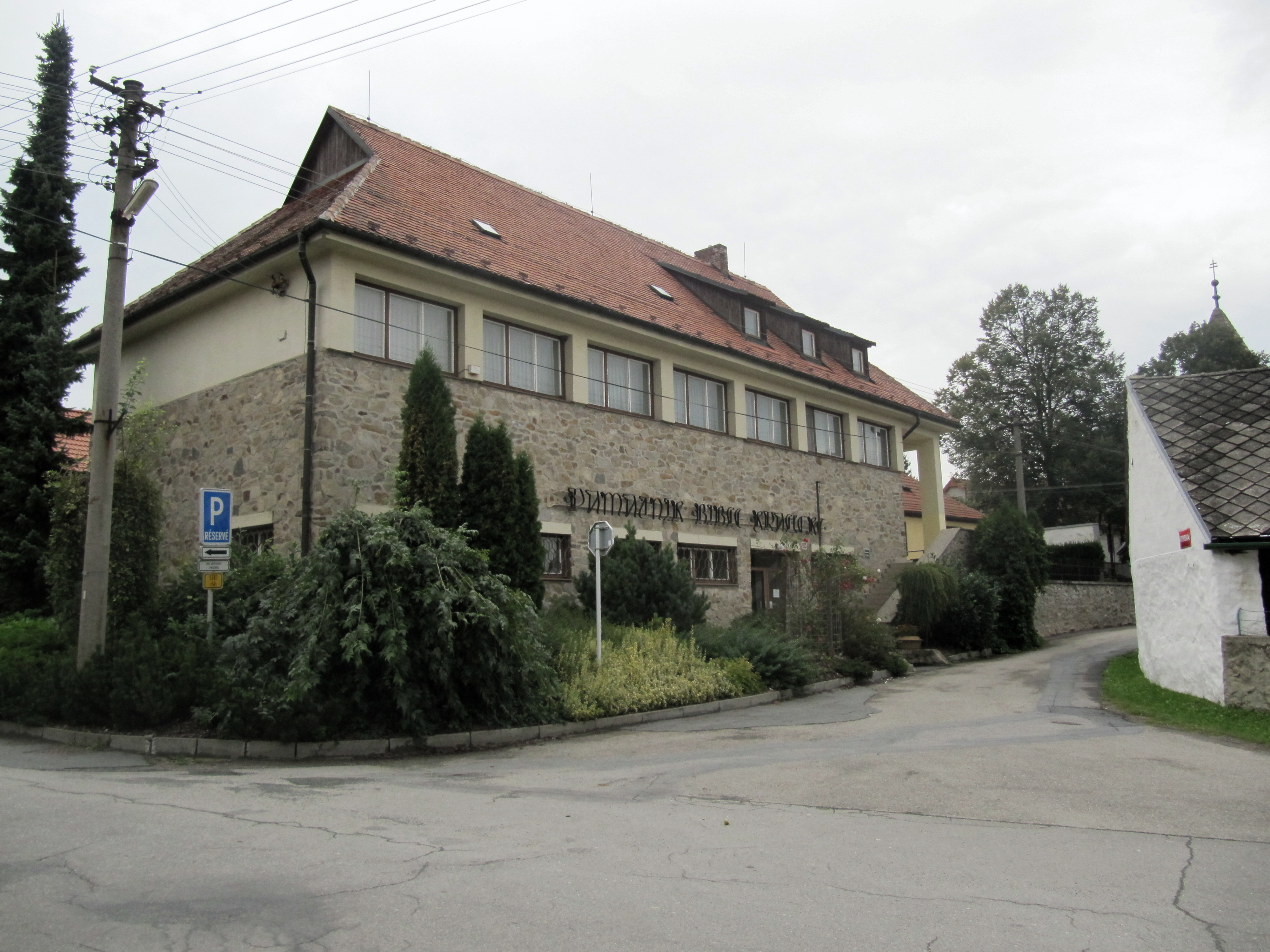
Památník Bible kralické

Vlivem pobělohorské rekatolizace vymizely Ivančice a Kralice jako bratrská centra z obecného povědomí, pravděpodobně 13. prosince 1620 totiž tvrz byla přepadena a vydrancována Buquoyovou soldateskou, kdy bylo vybavení tiskárny zničeno a vyházeno do příkopu okolo tvrze.
Zájem o obě lokality se začal výrazněji projevovat až na konci 19. století v souvislosti s rozvojem regionální historiografie. V průběhu 20. století se pak objevila řada aktivit, které přiblížily někdejší význam ivančicko-kralické tiskárny. V roce 1935 byl v Kralicích založen Muzejní spolek pro uchování bratrských památek a tisků, který měl také popularizační formou přispívat k poznání minulosti těchto míst. 
Na tyto aktivity navázal archeologický výzkum, prováděný v letech 1956–1958 pod vedením dr. Vlasty Fialové na místě bývalé kralické tvrze. Jeho výsledkem bylo nalezení velkého množství původního typografického materiálu – první významný nález se objevil 8. srpna 1956, kdy vypomáhající žák ZŠ, jedenáctiletý Zbyněk Jašek, našel ve výkopu první tiskovou literku o rozměru cca 20×5×5 mm. Téhož roku se našlo ještě asi 300 liter, v následujících letech dohromady okolo 2000 liter, které se uchovaly díky tomu, že při někdejším drancování propadly do sněhu a hlíny ochranného příkopu tvrze.. Mezi lety 1967–1969 byl pak vybudován Památník Bible kralické, který dnes veřejnosti přibližuje tuto část kulturního dědictví.